# Battle of the Bulge
Battle of the Bulge,  La Batalla de las Ardenas (título en España) o  La batalla decisiva en Latinoamérica (el título original inglés, traducido "La Batalla del Saliente",  término militar que, en este caso, explica la disposición de los tanques alemanes en la batalla real que tuvo lugar en dicha región) es una película bélica de 1965 escrita por Bernard Gordon y John Melson y dirigida por Ken Annakin.

## Argumento
En 1944, cinco meses después del Día D, los soldados estadounidenses piensan que el ejército alemán está a punto de ser vencido. Los alemanes no comparten esa opinión. En un intento de ganar tiempo para llenar el cielo con sus nuevos e invencibles aviones, lanzan una rápida y última ofensiva con gran despliegue de blindados: la batalla de las Ardenas.
Un afamado, fanático y férreo coronel de la Wehrmacht, Martin Hessler, es llamado por los altos mandos para lanzar la última gran ofensiva contra los invasores aliados. Es puesto al mando de una escuadra de los modernos tanques Panzer King Tiger, muy armados y blindados, deberá correr durante 50 horas el corredor de los Países Bajos que desemboca en la región de las Ardenas. La idea es partir en dos las fuerzas aliadas, y darle tiempo de respiro para que el ejército alemán pueda completar la producción de numerosas armas innovadoras como cazas Jet, bombas voladoras e incluso el proyecto de una bomba atómica. 
Mientras tanto, el teniente coronel Kiley, de la inteligencia norteamericana, ve movimientos sospechosos en la zona de Las Ardenas y advierte a sus superiores sobre la posibilidad de un gigantesco golpe sorpresa de los nazis. Ante el descreimiento, Kiley se maneja de modo independiente -continúa su acumulación de pruebas- hasta que los nuevos Panzer comienzan a asestar golpes mortales a los ejércitos aliados en Malmedy y Amberes. Parece que la escalada al mando de Hessler es imparable; los tanques estadounidenses no pueden con el blindaje del King Tiger.
En paralelo se introducen comandos alemanes con uniforme estadounidense que no solo hablan perfecto inglés, sino que dominan todos los aspectos de un soldado medio estadounidense. Su misión, confundir al enemigo y apoderarse de puntos vitales del corredor.
La Batalla de las Ardenas empieza con graves derrotas para el ejército estadounidense, pero un factor limita a Hessler: el combustible, que sólo existe en unos depósitos enemigos distantes del frente de batalla. Debe apoderarse de ellos. Las fuerzas estadounidense están representadas por un indisciplinado sargento tanquista llamado Guffy a cargo de un tanque medio que resulta semidestruido en la batalla. Además, un teniente que escapará a la matanza de Malmedy se suma al tanque. Ellos serán claves en el desenlace.

## Reparto
- Henry Fonda: Teniente coronel Kiley
- Robert Shaw: Coronel Hessler
- Robert Ryan: General Grey
- Dana Andrews: Coronel Pritchard
- George Montgomery: Sargento Duquesne
- Ty Hardin: Schumacher
- Pier Angeli: Louise
- Barbara Werle: Elena
- Charles Bronson: Wolenski
- Hans Christian Blech: Conrad
- Werner Peters: Gen. Kohler
- James MacArthur: Teniente Weaver
- Karl-Otto Alberty: Von Diepel
- Telly Savalas: Sargento Guffy
- Steve Rowland: Eddy

## Revisión histórica
Debido a los años transcurridos desde la batalla que intenta reflejar, el presupuesto y las licencias de ambientación, la película contiene diversos errores históricos, sobre todo en lo referente al material empleado.
El caso más evidente es la imposibilidad de usar tanques tipo Tiger I y II originales (problema que se da en todas las películas sobre la Segunda Guerra Mundial). Para ello se optó por usar un modelo de tanque disponible en gran número de origen americano, el M47 Patton, pertenecientes a la División "Brunete" del Ejército Español.
Otro error es la ausencia de una gran borrasca que anuló la superioridad aérea de los aliados. A pesar de que aparece en los diálogos, durante la película se aprecian cielos despejados. Los exteriores de la película se rodaron en España y debido a las características del clima mediterráneo no fue posible simular las condiciones invernales de la batalla real. También existen diferencias en el paisaje y la orografía de las Ardenas con los escenarios seleccionados para la producción.

## Producción
Al igual que otras superproducciones, por las ventajas que ofrecía, la película se rodó en España. El filme iba a ser otro proyecto de Samuel Bronston, pero lo dejó tras el fracaso de La caída del imperio romano (1964). De hecho, parte de los decorados de esta producción reaprovechan los sets exteriores de la mencionada superproducción.
El papel del coronel de las Panzer SS desarrollado por Robert Shaw está basado en Joachim Peiper, uno de los comandantes de la ofensiva alemana en las Ardenas. Durante la producción, Peiper rechazó que su nombre se incluyese. Para evitar problemas legales el papel de Robert Shaw se cambió al definitivo coronel Martin Hessler.
La banda sonora instrumental de la película fue compuesta por Benjamin Frankel.

## Recepción
La película causó que Eisenhower, que dirigía esa batalla, volviese de su retiro para denunciar sus errores históricos. Otros tantos veteranos estadounidenses denunciaron las imprecisiones en favor de un espectáculo efectista.